# Sipha littoralis
Sipha littoralis är en insektsart som först beskrevs av Walker 1848. Enligt Catalogue of Life ingår Sipha littoralis i släktet Sipha och familjen långrörsbladlöss, men enligt Dyntaxa är tillhörigheten istället släktet Sipha och familjen borstbladlöss. Arten är reproducerande i Sverige. Inga underarter finns listade i Catalogue of Life.